# Slănic
Slǎnic, város Prahova megyében, Munténiában, Romániában. A hozzá tartozó települések: Groșani valamint Prăjani.

## Fekvése
A település a Slǎnic patak mentén helyezkedik el a Kárpátok kanyarulatánál, 45 km-re északra Ploieștitől.

## Történelem
A város neve szláv eredetű, jelentése: „só”. A település körül több sóbánya (Salina Veche és Salina Nouă) valamint sóstó  (Baia Baciului, Baia Verde és Baia Roșie) található. A bányák közül a Salina Veche (régi) ma már a turisták és gyógyulni vágyók számára van fenntartva, a Salina Nouă (új) pedig a jelenlegi romániai sóbányászat egyik fontos helyszíne.
Az első bányát 1688-ban nyitották meg.

## Lakossága
| Nemzetiségek | 2002 | 2002   |
| ------------ | ---- | ------ |
| Románok      | 7086 | 99,62% |
| Romák        | 23   | 0,32%  |
| Magyarok     | 2    | 0,02%  |
| Németek      | 1    | 0,01%  |
| Görögök      | 1    | 0,01%  |
| Összesen     | 7113 | 100,0% |

## Galéria

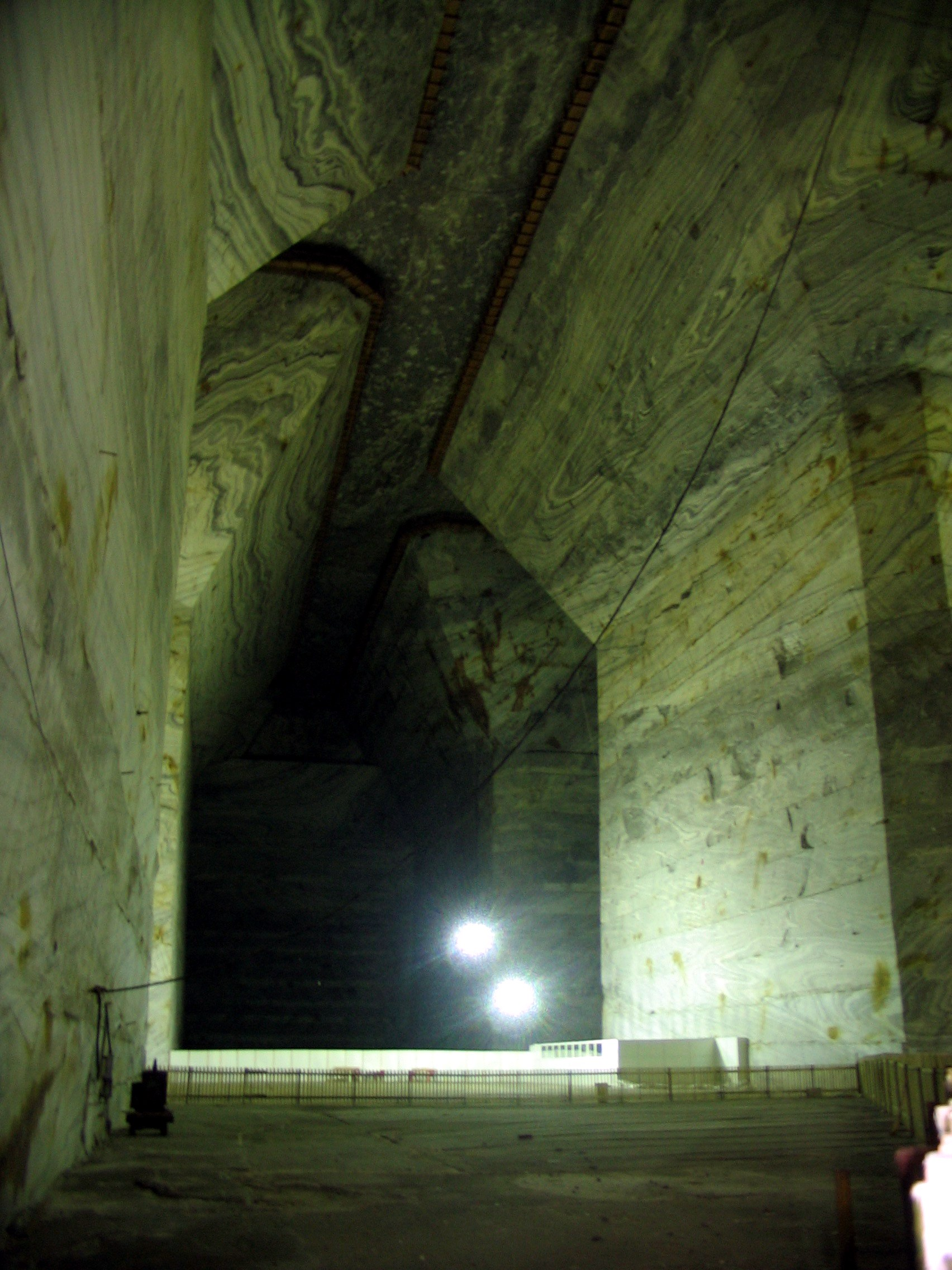
A sóbánya I.
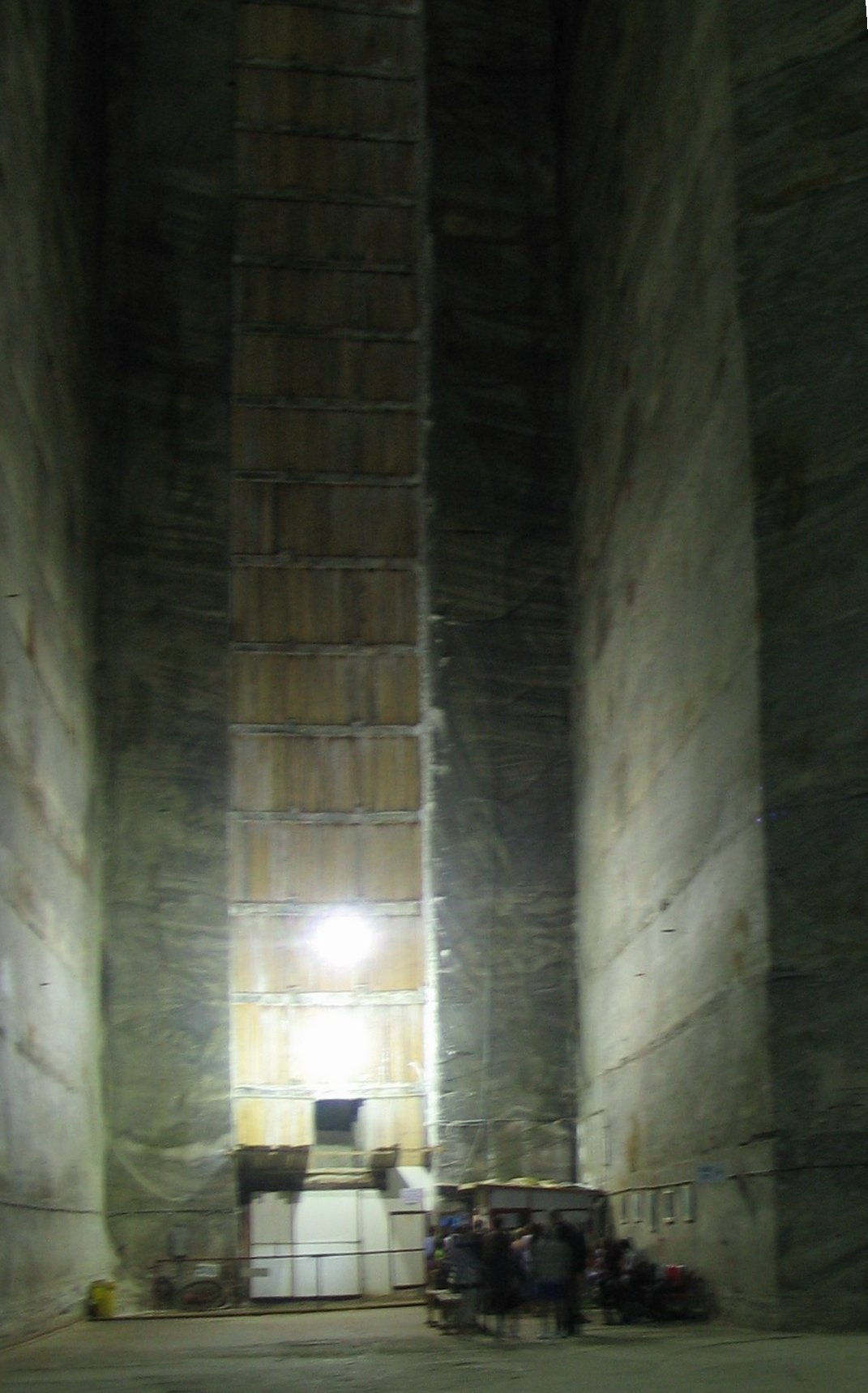
A sóbánya II.
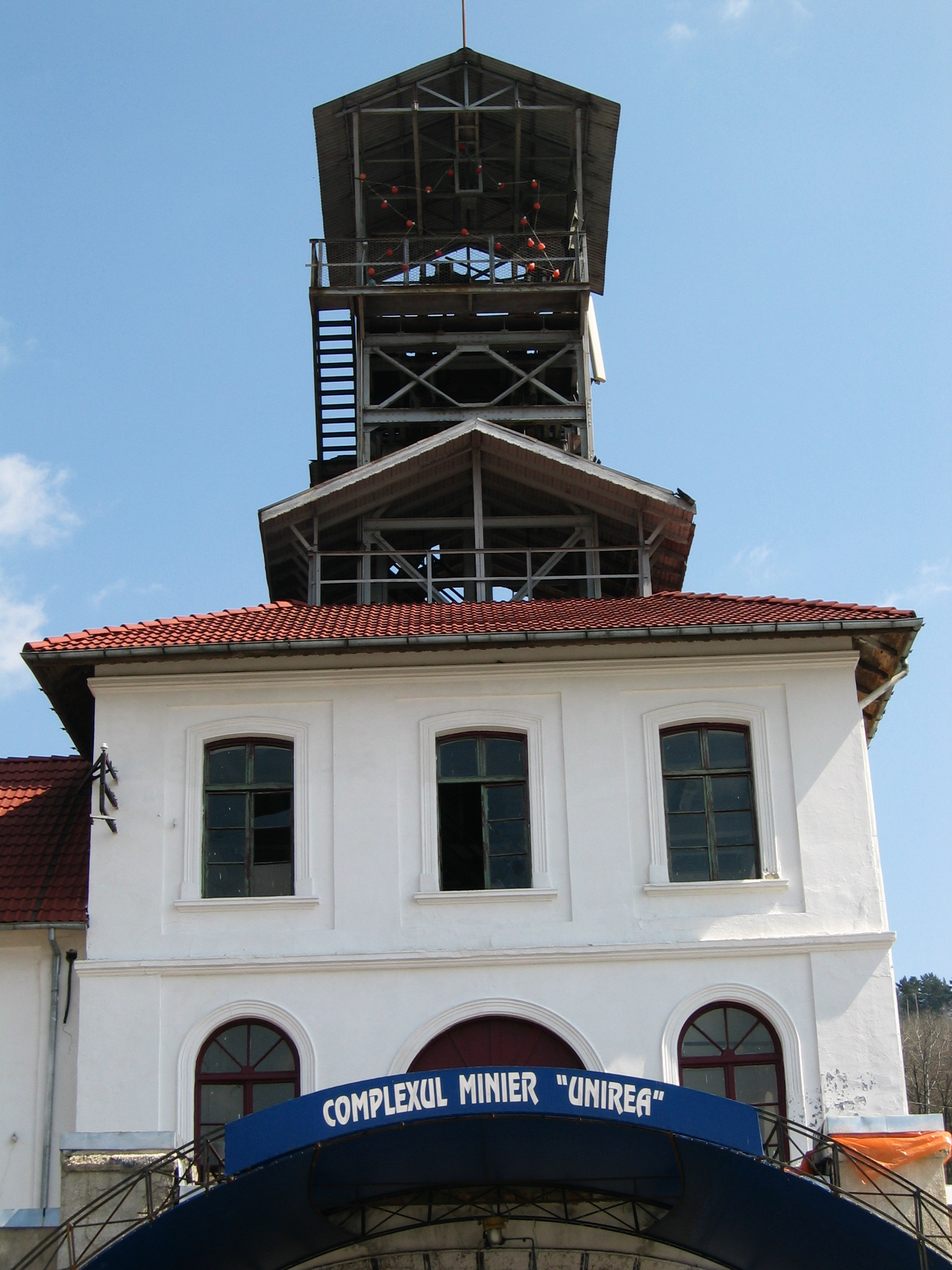
A régi sóbánya bejárata
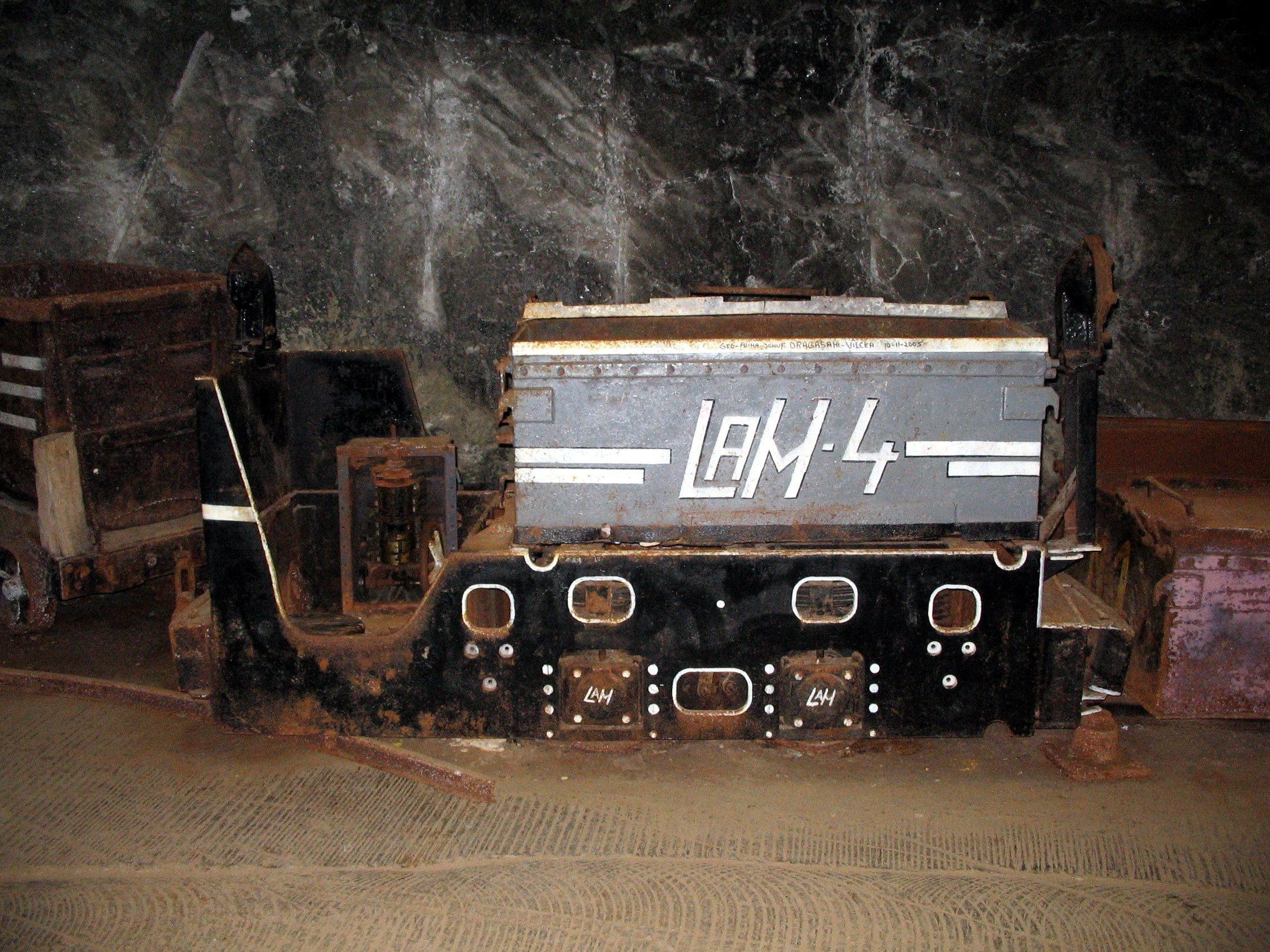
Régi sószállító csille
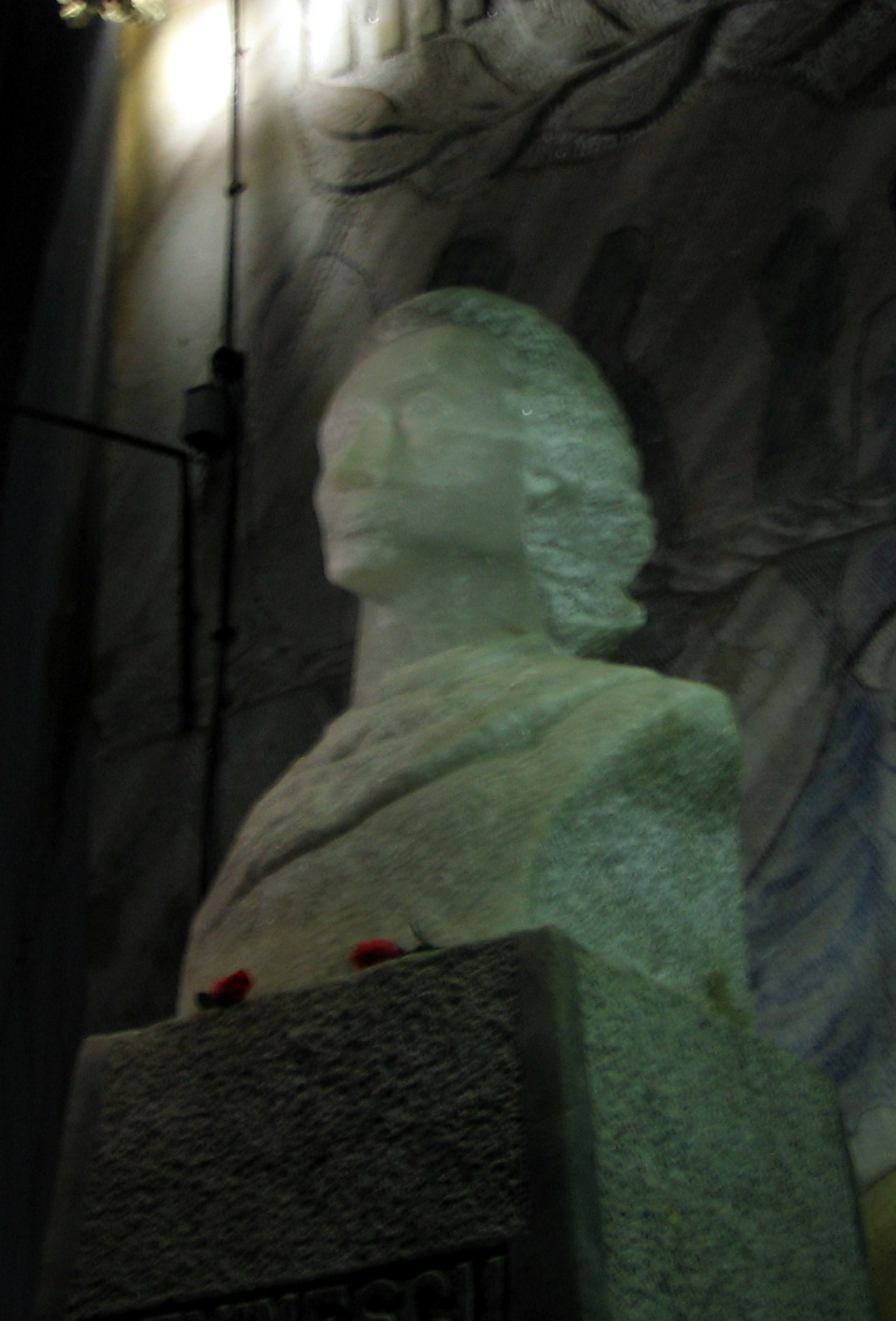
Mihai Eminescu sóból készült mellszobra

## Külső hivatkozások
- Képek a helyi sóbányáról
- A település honlapja
- 2002-es népszámlálási adatok
- Adatok a településről
- asociatiaturismprahova.ro Archiválva 2016. július 13-i dátummal a Wayback Machine-ben
- Marele Dicționar Geografic al României